# Biserica „Sfânta Treime” din Rașcov
Biserica „Sf. Treime” este o biserică amplasată în Rașcov, Unitățile Administrativ-Teritoriale din Stînga Nistrului, Republica Moldova. Este un monument arhitectural de importanță națională inclus în Registrul monumentelor Republicii Moldova ocrotite de stat cu nr. 286 (raionul Camenca). Datează din sec. XVIII.